# Джиммі Ві
Джиммі Ві (англ. Jimmy Vee, нар. 3 лютого 1959) — шотландський актор і каскадер. Він є найвідомішим за ролями різноманітних епізодичних монстрів і прибульців у телесеріалі «Доктор Хто», а також дроїда R2-D2 у фільмі «Зоряні війни: Останні джедаї».

## Кар'єра
Ві почав свою кар'єру як дублер різних маленьких акторів, а також з'явившись в таких фільмах, як «Гаррі Поттер і філософський камінь».
Джиммі зіграв роль Чіккі, нахабного гнома, у Королівському театрі Глазго в адаптації бродвейської п'єси «Білосніжка і семеро гномів».
Спочатку актор проходив прослуховування на роль R2-D2 для стрічки «Зоряні війни: Пробудження Сили», проте тоді зйомки відбувалися паралельно з виробництвом «Пена: Подорожі до Небувалії», тому Ві не був задіяний. У листопаді 2015 року, він став виконувати цю роль у «Зоряних війнах: Останніх джедаях», змінивши на цій посаді Кенні Бейкера, який помер у серпні 2016 року.
Джиммі Ві працював у якості лялькара створінь та дроїдів під час роботи над фільмом «Соло. Зоряні Війни. Історія».

## Особисте життя
Ві — карлик зі зростом 1,12 метра (3'8 фунти), як і Кенні Бейкер, що спочатку грав R2-D2.

## Фільмографія

### Фільми
| Рік  |    | Українська назва                   | Оригінальна назва                        | Роль      |
| ---- | -- | ---------------------------------- | ---------------------------------------- | --------- |
| 2001 | ф  | Гаррі Поттер і філософський камінь | Harry Potter and the Philosopher's Stone | Гоблін    |
| 2007 | кф | Скінс: Таємна вечірка              | Skins: Secret Party                      | копач     |
| 2009 | кф | Кілтмен                            | Kilt Man                                 | карлик    |
| 2015 | ф  | Пен: Подорож до Небувалії          | Pan                                      | Лофті     |
| 2017 | ф  | Ласкаво просимо до Чистилища       | Dark Ascension                           | злий гном |
| 2017 | ф  | Зоряні війни: Останні джедаї       | Star Wars: The Last Jedi                 | R2-D2     |
| 2018 | ф  | Набір потягів                      | Train Set                                | Ренді     |
| 2019 | ф  | Рокетмен                           | Rocketman                                | Артур     |

### Телебачення
| Рік       |   | Українська назва       | Оригінальна назва         | Роль                                                               |
| --------- | - | ---------------------- | ------------------------- | ------------------------------------------------------------------ |
| 2001      | с | Вірдсістерський коледж | Weirdsister College       | Гаргулья                                                           |
| 2005—2014 | с | Доктор Хто             | Doctor Who                | космічна свиня, ґраски, Макс Балгун, Баннакафалата, Сковокс Бліцер |
| 2007—2010 | с | Пригоди Сари Джейн     | The Sarah Jane Adventures | слівіни, Кріслок Ґраск, Ґроск                                      |
| 2017      | с | Довірся мені           | Trust Me                  | містер Кеннеді                                                     |